# ビニョナ県
ビニョナ県（ビニョナけん、Département de Bignona）は、セネガル共和国ジガンショール州にある県。ビニョナ、チョンク・エシルの2市とジュルル郡、シンジャン郡、テンドゥック郡、テンゴリー郡からなる。県都はビニョナ。